# Dynasty Warriors 6
Dynasty Warriors 6 (真・三國無双5, Shin Sangoku Musō 5) é um jogo de hack and slash que se passa na China antiga e a sexta versão oficial da série Dynasty Warriors, desenvolvido pela Omega Force e distribuído pela Koei. O jogo foi lançado em 11 de novembro de 2007 no Japão; o lançamento na América do Norte foi em 19 de fevereiro de 2008, enquanto o lançamento na Europa foi em 19 de março de 2008. Ele é baseado no famoso Romance chinês, Romance of the Three Kingdoms por Luo Guanzhong. Uma versão do jogo foi vendido junto com pacote de 40GB do PlayStation 3 no Japão. Dynasty Warriors 6 também foi lançado para PC em julho de 2008 no Japão e Taiwan. Em outubro e novembro na Europa e América do norte consecutivamente.

## Jogabilidade
Esta versão varia muito de jogos passados da série. Uma das adições-chave do jogo é o sistema Renbu, uma nova maneira para os personagens aumentarem o seu ataque de combos. Nas versões anteriores da série, os combos eram afetados pela qualidade da arma que o personagem manejava, com armas mais poderosas que permitiam que os ataques dos personagens ficassem mais longos, mais elaborados e ataques consecutivos muitas vezes mais poderosos. O sistema Renbu substitui este sistema com uma barra que gradualmente se enche quando você executa ataques. Execução de ataques e causando danos ao inimigo enche a barra de Renbu, conseqüentemente ganhando um novo rank/nível. Ao executar ataques em sequênciae sem levar danos a barra se enche; se você tomar muito dano ou ficar durante um longo tempo sem infligir dano então a medida pode até cair para o nível prévio. Contudo até no rank de Renbu 1, os personagens serão capazes de executar o combos infinitos no inimigo. Sem destrancar Renbu Rank 3 e Infinito da árvore de habilidade, os jogadores só podem progredir ao Renbu Rank 2.
Outra adição principal é a árvore de habilidade, da qual o personagem pode ganhar ranks de Renbu mais altos, capacidades especiais e melhorar os seus atributos. Como a progressão dos movimentos da árvore de habilidade da esquerda à direita, aqueles no lado direito da árvore são mais difíceis de destrancar do que aqueles à esquerda. Tipicamente aquele que destranca Renbu Infinito está mais distante à direita. Em Dynasty Warriors 6 os cavalos devem ser destrancados agora reunindo caixas de selas do oficiais derrotados. Esses cavalos podem ganhar níveis, habilidades, e até mudar-se  para a lendária Red Hare, embora seja muito raro.
O duelo de Dynasty Warriors 4 está de volta, mas foi modificado, os duelos agora se passam no campo de batalha e os soldados que estão em próximo farão um círculo ao redor dos dois lutadores, e outro oficial pode pular para dentro do círculo, como oposto ao duelo que se passava em uma arena que surgia do nada.
As bases também foram alteradas; Agora, além de elas serem maiores, antes, para abrir a porta exterior de uma base, o jogador tinha de derrotar o Capitão da Defesa (Defense Captain), agora eles devem decompô-la simplesmente com ataques. Há também uma nova unidade corporal que guarda as bases. Derrotando as tropas e unidades corporais dentro da base reduz a defesa da mesma. Quando a defesa da base cai à zero, o jogador reclamou a base. Contudo, derrotar o Capitão da Guarda resulta na captura imediata da base.
Duas novas "inovações" à série são as capacidades de nadar e subir escadas de mão. A escada significa que o jogador pode subir agora para andares de batalha do castelo em cenários como a Batalha do Portão Hu Lao, e expedir inimigos balistas e a nova unidade de "guarda". O primeiro combina com as melhoras da inteligência artificial do inimigo, permitindo-os viajar através de rios e outros corpos de água para atacá-lo ou à bases aliadas. O nado é agora uma parte de cenários como a Batalha do Castelo Fan.

## Personagens
41 personagens jogáveis retornaram, da antiga versão. A decisão de cortar completamente Jiang Wei, Xing Cai, Pang De, Da Qiao, Zuo Ci, Meng Huo, Zhu Rong foi lidada com desaprovação pelos fãs da série.
Não somente por esses personagens não serem jogáveis, mas eles também não são mencionados de forma alguma, em todas as partes do jogo inteiro, com exceção de Xing Cai, que é mencionada na última cutscene de Lu Bu (como "a filha de Zhang Fei"). Todos os personagens foram refeitos extensivamente na aparência e armas (Lu Bu por exemplo não usa mais uma alabarda como antes desde sua introdução à série, ao invés disso ele usa um par de alabardas de dois lados cada. Outro exemplo de mudança de arma seria a de Dian Wei que mudou que usa agora uma grande bola de ferro com corrente, uma mudança drástica de seu tradicional ono (machado) e armadura.) Embora todos personagens com modos Musou sejam únicos (com exceção de Sun Shang Xiang e Diao Chan, os personagens femininos, que compartilham movimentos com Yue Ying e Zhen Ji respectivamente), todos personagens do modo Free com a única exceção de Xiao Qiao compartilham movimentos e armas com outros personagens, embora as suas árvores de habilidade sejam únicas. Por exemplo, Zhang He, Sun Ce e Taishi Ci todos têm armas semelhantes e movimentos praticamente idênticos.
Somente 17 dos 41 personagens jogáveis tem um modo Musou (story mode modo de história), com outros sendo jogáveis apenas no Free Mode e Challenge Mode. Os 17 personagens com musou modes são Liu Bei, Guan Yu, Zhang Fei, Zhuge Liang, Zhao Yun, Cao Cao, Xiahou Dun, Zhang Liao, Dian Wei, Sima Yi, Sun Jian, Gan Ning, Sun Shang Xiang, Zhou Yu, Lu Xun, Lu Bu, Diao Chan e Zhang He.

## Expansões

### Dynasty Warriors 6: Special
Dynasty Warriors 6 (真・三國無双５Special,, Shin Sangoku Musō 5: Special) foi lançado em 2 de outubro de 2008 para PlayStation 2 no Japão e 18 de novembro na América do Norte. Entretanto, o jogo não foi lançado na Europa e Oceania e nem há previsão que isso ocorra. Não contém mudanças drásticas apenas o acréscimo de um modo musō para Ma Chao, Yue Ying, Cao Pi, Zhang He, Taishi Ci, e Ling Tong, que receberam novas armas e movimentos. As modificações de armas são como se segue:
- Zhang He de uma lança para seu par de garras novamente.[12]
- Ma Chao de uma lança a uma espada grande (semelhante a Fu Xi em Dynasty Warriors 3, Dynasty Warriors 3 Xtreme Legends e Warriors Orochi 2).[13]
- Cao Pi de uma espada curta a uma espada longa).[13]
- Ling Tong de uma alabarda a bastão tri-seccionado (ou sanjiegun).[13]
- Taishi Ci de uma lança para o seu par de bastões de volta.[14]
- Yue Ying de um arco longo a um "arco laminado" (uma arma original baseada na balestra (conhecida como "Arco Laminado", ela desfire projéteis e possui uma lâmina retrátil).[15]

Há cinco novos estágios. Os cinco estágios são Jiang Dong, He Bei, Tong Gate, Ru Xu Kou, and Jie Ting. As habilidades duel e nadar foram cortadas da versão para PS2. O jogo teve também os gráficos degradados em comparação às versões do PS3 e XBox 360.
Uma versão para a Ásia oriental para o PSP foi lançada em 22 de outubro de 2009, que trará de volta Meng Huo que foi reintroduzido na série em Dynasty Warriors 6 Empires, musō aéreo, novas roupas e jogatina multiplayer. Não há confirmação de lançamento no Ocidente ainda.

### Dynasty Warriors 6: Empires
Dynasty Warriors 6 Empires' (真・三國無双５ EMPIRES,, Shin Sangoku Musō 5 EMPIRES) é uma expansão do jogo Dynasty Warriors 6. Lançado em 28 de maio de 2009 no Japão e 23 e 26 de junho na América do Norte e Europa respectivamente.
O jogo conta com seu modo de estrátegia clássico e com as seguintes novidades:
- Edit Mode: Agora contém o maior número de personagens da série Empires. Há um grande total de 100 personagens que você pode criar nesse modo. Com mais personagens disponíveis via download.[24]
- Música de fundo: Cerca de 150 faixas disponíveis via DLC.[25]
- DLC: trilhas sonora e roupas disponíveis através desse modo.[26]
- Novos personagens: Meng Huo é o único personagem que retorna depois de ser cortado da série original. Totalmente redesenhado e com um pilar mágico como arma, podendo se tornar em vários objetos em quanto acertar algum inimigo. Seus oficiais genéricos estão de volta, assim como o território Naman. Nenhum personagem novo foi adicionado também.[25]

Todos os personagens desclonados em Dynasty Warriors 6 para PS2 e PSP estão de volta com suas novas armas e movesets.
- Táticas: Você agora pode usar ataques surpresa pela água e subir montanhas para invadir as bases inimigas.[24]

O Free Mode foi retirado deste jogo, optando por um Empire Mode mais completo e com mais rodadas, coma opção de ser um andarilho sem alinhamento, oficial ou soberano de um dos reinos. Você pode se retirar de sua força a qualquer momento, e pode fazer promessas de amizade com amigos oficiais e até mesmo casar.
Uma versão para PSP foi lançada em 23 de dezembro de 2009 no Japão.